# Víctor Gerardo del Moral Agúndez
Víctor Gerardo del Moral Agúndez es el Secretario General de Desarrollo Sostenible, Coordinación y Planificación Hídrica en el Gobierno de María Guardiola. Anteriormente fue Consejero de Fomento, Vivienda, Ordenación del Territorio y Turismo de la Junta de Extremadura.

## Trayectoria
Nacido en Malpartida de Cáceres, Cáceres, es Ingeniero Técnico de Obras Públicas, rama de Hidrología, por la Universidad de Extremadura.
Tras acabar sus estudios superiores, inicia su andadura profesional en INPROEX SA., empresa consultora de proyectos radicada en Badajoz. Entre 1986 y 1988 es nombrado Jefe de Obras de ODO SA, empresa constructora.
En 1988 es nombrado Ingeniero Técnico en Obras Públicas por la Demarcación de Carreteras, dependiente del extinto Ministerio de Obras Públicas y Urbanismo. Consigue la plaza, por concurso, de ingeniero en octubre de 1993, ocupándo esta hasta su liberación como diputado de la Asamblea de Extremadura en 2007.
Del Moral está afiliado al Partido Popular desde 1993 y es Presidente de la Junta Local de dicho partido en Malpartida de Cáceres desde 2001. Formó parte de la Comisión de Infraestructuras del Partido Popular de Extremadura, miembro de la Junta Directiva Regional y Coordinador Autonómico en la Junta Provincial de Cáceres del Partido Popular de Extremadura.
En las elecciones municipales de 1999 y 2003 encabeza la lista del Partido Popular al Ayuntamiento de Malpartida de Cáceres, actuando como Portavoz, en la oposición, en sendas Legislaturas. En las elecciones municipales de 2007 vuelve a encabezar las listas municipales, obteniendo mayoría absoluta y, por tanto, convirtiéndose en Alcalde de Malpartida de Cáceres, cargo que revalida en las elecciones municipales de 2011 y que es obligado a abandonar tras su nombramiento como Consejero de Fomento, Vivienda, Ordenación del Territorio y Turismo del primer gobierno de José Antonio Monago.
Tras el acuerdo de gobierno alcanzado en Extremadura entre el PP y Vox es nombrado Secretario General de Desarrollo Sostenible, Coordinación y Planificación Hídrica.
| Predecesor: Nueva creación          | Secretario General de Desarrollo Sostenible, Coordinación y Planificación Hídrica 2023- | Sucesor: En el cargo              |
| Predecesor: Antonio Jiménez Manzano | Alcalde de Malpartida de Cáceres 2007-2011                                              | Sucesor: Alfredo Aguilera Álvarez |